# Antifilo
Antifilo (Egipto, siglos IV-III a. C.) fue un representante de la pintura griega de época helenística, de cuya labor solo quedan testimonios literarios. 
Según Quintiliano era uno de los mayores pintores del periodo de Alejandro Magno, junto a Eufranor, Apeles y Protógenes.
Nació en Egipto, donde fue discípulo de Ctesidemo (Nat. hist., XXXV, 114).
Fue considerado como enemigo de Apeles. Luciano de Samosata recoge la anécdota relativa a los celos de Antifilo por el éxito de Apeles, y la consecuente calumnia por la que Apeles fue preso por el rey Ptolomeo I.
Se le citan obras en temple y a la encáustica, de temas mitológicos e históricos (una Caza de Ptolomeo de su autoría habría sido el modelo de sendos mosaicos conservados en Estabia y Setif y del friso de la caza de Vergina), de escenas de género y caricaturas. Su notoriedad se confirma por la presencia de muchas de sus obras en Roma. Entre las más notables estarían un satiro aposkopein ("sátiro espiando") cubierto con una piel de pantera; la representación de un niño soplando sobre el fuego, cuya descripción se centra en los efectos lumínicos; y la caricatura de un tal Gryllos, que habría sido la primera de este género (que en la pintura ptolemaica recibe el nombre de grylloi). Quintiliano le atribuye una gran "facilidad" en pintura, lo que probablemente no hace tanto referencia a la velocidad de ejecución como a la variedad de géneros y técnicas que dominaba.